# Chris Jericho
Christopher Keith Irvine (9 de novembre del 1970 -) més conegut al ring com a Chris Jericho és un lluitador professional canadenc que ha treballat a WCW, WWE i NJPW. Actualment està contractat a All Elite Wrestling.
Ha participat en varies pel·lícula com ara Albino Farm o Sharknado 3: Oh Hell No!.

## Campionats i assoliments
- World Championship Wrestling
  - WCW World Cruiserweight Championship (4 cops)
  - WCW World Television Championship (1 cop)

- World Wrestling Federation/Entertainment
  - WCW Championship / World Championship (2 cops) .
  - World Heavyweight Championship (WWE) (3 cops).
  - Undisputed WWF World Heavyweight Championship (1 cop).
  - WWF/E Intercontinental Championship (9 cops)
  - WWE United States Championship (2 cops).
  - WWF European Championship (1 cop).
  - WWF Hardcore Championship (1 cop).
  - WWF/E World Tag Team Championship (5 cops) - amb Chris Benoit (1), The Rock (1), Christian (1), Edge (1) y Big Show (1) - WWE Tag Team Championship (2 cops) - amb Edge (1) i Big Show (1)
  - Triple Crown Champion 
  - Grand Slam Championship

- World Wrestling Association